# Emskeim
Emskeim ist ein Pfarrdorf und Ortsteil des Marktes Rennertshofen im Landkreis Neuburg-Schrobenhausen im Regierungsbezirk Oberbayern.

## Geographie
Emskeim liegt inmitten der hügeligen Landschaft der Südlichen Frankenalb.
Verkehrstechnisch liegt Emskeim an der südwestlich-nordöstlich verlaufenden Kreisstraße ND 25 von Ammerfeld weiter über Gammersfeld nach Wellheim.
Die Nachbarorte von Emskeim sind im Westen Ammerfeld und Asbrunn, im Norden Altstetten, im Osten der Wellheimer Ortsteil Gammersfeld und im Süden Rohrbach.

## Geschichte
Mit dem ersten Gemeindeedikt wurde Emskeim 1808 dem Steuerdistrikt Ammerfeld zugeschlagen. Durch das zweite Gemeindeedikt entstand 1818 die selbstständige Ruralgemeinde Emskeim im Bezirk des Landgerichtes Monheim; bei der Trennung von Justiz und Verwaltung 1862 kam der Ort zum Bezirksamt Donauwörth. Bis zum 30. Juni 1972 war Emskeim eine selbständige Gemeinde im schwäbischen Landkreis Donauwörth und wurde dann im Zuge der Gebietsreform in Bayern dem Landkreis Donau-Ries zugeschlagen. Am 1. Mai 1978 erfolgte der Wechsel in den oberbayerischen Landkreis Neuburg-Schrobenhausen und die Eingemeindung in den Markt Rennertshofen.

## Einwohnerzahl
Die Gemeinde ist im langjährigen Vergleich rückläufig:
1840: 173
1871: 168
1900: 163
1925: 135
1952: 165
1961: 130
2020: 124

## Pfarrei und Kirche
Die katholische Pfarrei Sankt Mauritius in Emskeim gehört zum Pfarreienverbund Monheim im Dekanat Weißenburg-Wemding im Bistum Eichstätt. Zur Pfarrei gehört auch noch Altstetten.
Der Unterbau des Turmes und das Schiff der Pfarrkirche sind im Kern spätromanisch. 1772 erfolgte ein Umbau mit Errichtung des heutigen Turmoberteils, 1891 eine Verlängerung des Kirchenschiffes. Das Bild des nördlichen Seitenaltares mit Mutter Anna, Joachim und Maria ist von Joseph Leitkrath (um 1750); ursprünglich sollen auch die Gemälde von Hochaltar und südlichem Seitenaltar von Leitkrath gewesen sein.

## Baudenkmäler
Siehe: Liste der Baudenkmäler in Emskeim